# Monte Ida (Antartide)
Il Monte Ida è una imponente montagna di nuda roccia dell'Antartide alta 1565 m e situata circa 3,62 km a ovest dei Granite Pillars, proprio a sudest della testa del Ghiacciaio King, nella catena montuosa dei Monti della Regina Alessandra, nella Dipendenza di Ross.
Fu scoperto nel corso della spedizione Nimrod (1907-1909), guidata dall'esploratore polare inglese Ernest Shackleton e venne così denominato in onore di Ida Jane Rule, di Christchurch in Nuova Zelanda, che divenne in seguito la moglie del giornalista neozelandese Edward Saunders (1882-1922), segretario di Shackleton, che collaborò con lui nella preparazione del resoconto della spedizione intitolato "The Heart of the Antarctic".